# Luce Baillargeon
Luce Baillargeon (ur. 24 lipca 1977) – kanadyjska judoczka. Olimpijka z Sydney 2000, gdzie zajęła dziewiąte miejsce w wadze półlekkiej.
Piąta na mistrzostwach świata w 1997; siódma w 1999. Startowała w Pucharze Świata w latach 1996-2004. Brązowa medalistka igrzysk panamerykańskich w 1999. Trzecia na Igrzyskach Wspólnoty Narodów w 2002. Druga na igrzyskach frankofońskich w 2001. Triumfatorka mistrzostw Wspólnoty Narodów w 2000. Jedenastokrotna medalistka mistrzostw Kanady w latach 1994-2004.

## Letnie Igrzyska Olimpijskie 2000
| Konkurencja | Eliminacje              | Repasaże             | Repasaże               | Klas. końcowa |
| Konkurencja | Przeciwnik I            | Przeciwnik I         | Przeciwnik II          | Miejsce       |
| ----------- | ----------------------- | -------------------- | ---------------------- | ------------- |
| 52 kg       | Noriko Narazaki (JPN) P | Jang Jae-sim (KOR) Z | Salima Souakri (ALG) P | 9.            |